# 圖爾欽卡
50°43′32″N 28°39′51″E / 50.72556°N 28.66417°E
圖爾欽卡（烏克蘭語：Турчинка），是烏克蘭北部的村莊，隸屬日托米爾州的日托米爾區。該村始建於1925年，面積2.36平方公里，2001年人口428。